# 倶知安町立東小学校
倶知安町立東小学校（くっちゃんちょうりつ ひがししょうがっこう）は、北海道虻田郡倶知安町にある公立小学校。

## 沿革
- 1984年（昭和59年）4月1日 - 開校、始業式挙行[1]。
- 2023年（令和5年）5月23日 - 公式ホームページ開設。

## 通学区域
- 北3条東5丁目（2番地の一部・3番地の一部・5番地の一部・7番地・8番地の一部）、北3条東6丁目（3番地・4番地・4番地の一部）、北3条東7丁目以東全域、北4条東4丁目から北7条東4丁目以東全域、字出雲全域、字末広全域、字高見（41番地から88番地までと97番地以降の地域）、字琴平（1番地～44番地・98番地～228番地・287番地～350番地と413番地～433番地及び544番地～565番地を除く地域）、字瑞穂全域、字緑全域、字扶桑全域、字大和全域、字山梨全域、字八幡全域、字寒別全域、字豊岡全域、字巽全域、字富士見全域、字高砂（1番地～136番地と177番地～258番地及び358番地と359番地を除く地域）、字高嶺（1番地から3番地を除く地域）[2]

## 周辺
- 六郷鉄道記念公園
- 国道393号
- 倶知安町学校給食センター
- 旧東陵中学校 - 閉校まで、主な進学先中学校だった。
- 倶知安風土館
- 小川原脩記念美術館
- 倶知安六郷郵便局
- 国道276号

## アクセス
- くっちゃんまちなか循環バス「じゃがりん号」東西ルート（快速便である2便・3便・9便・10便を除く）「学校給食センター前」バス停及び道南バス「旧東陵中学校前」バス停下車後、徒歩[3]。